# Daniel Goddard (piragüista)
Daniel Goddard es un deportista británico que compitió en piragüismo en la modalidad de eslalon. Ganó dos medallas de bronce en el Campeonato Mundial de Piragüismo en Eslalon, en los años 2006 y 2009, y dos medallas en el Campeonato Europeo de Piragüismo en Eslalon, plata en 2009 y bronce en 2010.

## Palmarés internacional
| Campeonato Mundial | Campeonato Mundial       | Campeonato Mundial | Campeonato Mundial |
| Año                | Lugar                    | Medalla            | Competición        |
| ------------------ | ------------------------ | ------------------ | ------------------ |
| 2006               | Praga (República Checa)  | Medalla de bronce  | C1 por equipos     |
| 2009               | Seo de Urgel (España)    | Medalla de bronce  | C2 por equipos     |
| Campeonato Europeo |                          |                    |                    |
| Año                | Lugar                    | Medalla            | Competición        |
| 2009               | Nottingham (Reino Unido) | Medalla de plata   | C2 por equipos     |
| 2010               | Bratislava (Eslovaquia)  | Medalla de bronce  | C2 por equipos     |